# Seznam italijanskih etnologov
Seznam italijanskih etnologov.

## A
- Giulio Angioni (1939-2017)

## C
- Alberto Mario Cirese (1921-2011)

## G
- Clara Gallini (1931-2017)

## I
- José Imbelloni (1885-1967), italijansko-argentinski paleoantropolog

## M
- Fosco Maraini (1912-2004)
- Ernesto de Martino (1908-1965)

## N
- Giorgio Nataletti (1907-1972), etnomuzikolog

## O
- Valentino Ostermann (1841-1904)

## P
- Mario Piacenza (1884-1957)
- Giuseppe Pitrè (1841-1916)

## S
- Tullio Seppilli (1928-2017)
- Pier Giorgio Solinas (1945), antropolog

Predloga:Etnologi